# Air Chathams
Авиакомпания Air Chathams — местный перевозчик в Новой Зеландии. Базируется в аэропорту о. Чатем (Новая Зеландия). Создана в 1984 году. Осуществляет регулярные пассажирские перевозки между островами Чатем и островами Новой Зеландии и чартерные рейсы.
Chathams Pacific Airlines — 100% дочерняя компания Air Chathams до марта 2013 года обслуживала внутренние перелёты между островами королевства Тонга, но ушла с этого рынка и закрылась после создания местной тонганской авиакомпании REALtonga.

## Флот

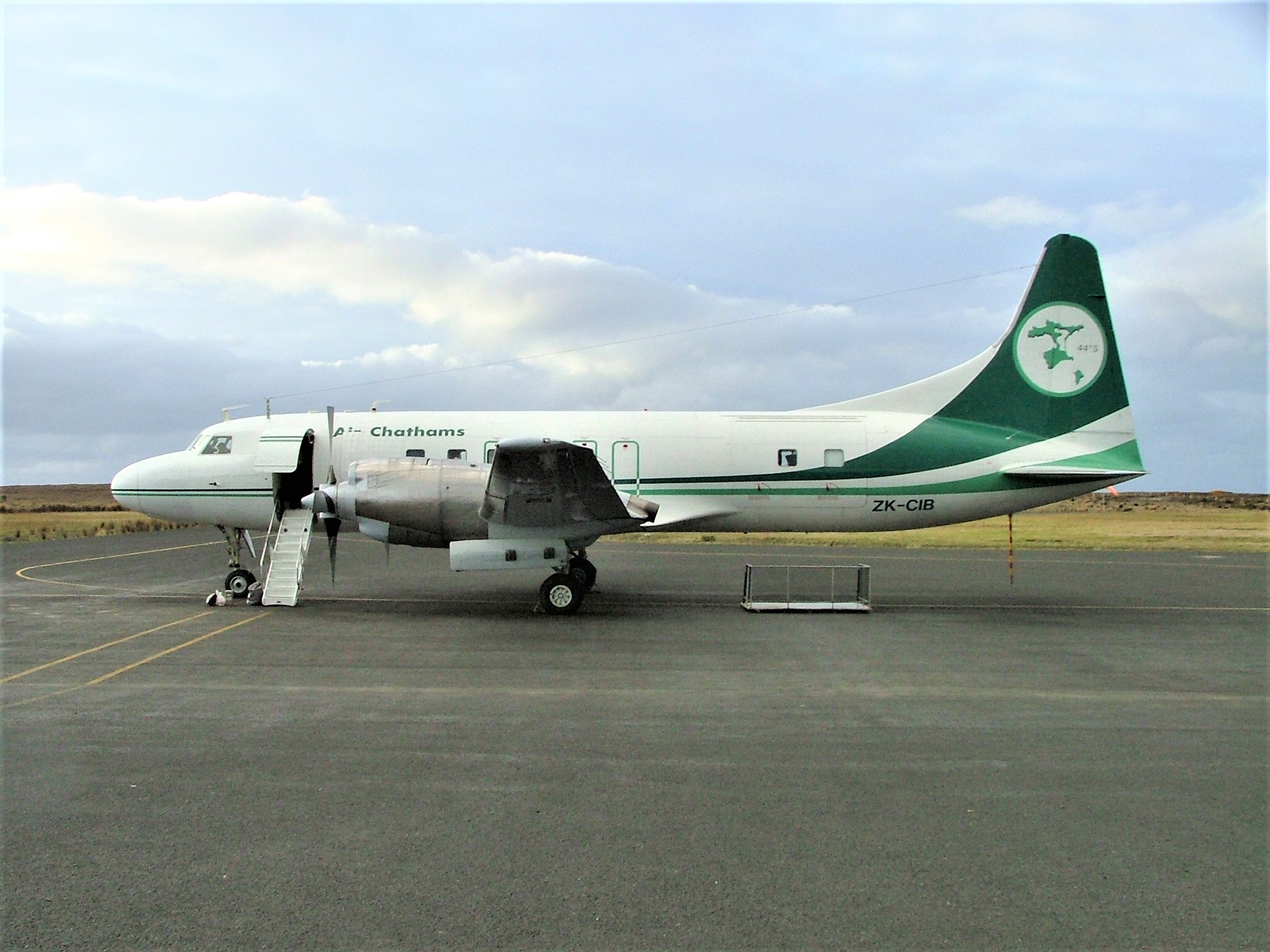
Convair 580

## Направления

### Новая Зеландия
- Международный аэропорт Окленд
- Аэропорт Чатем
- Аэропорт Нейпир
- Международный аэропорт Крайстчерч
- Международный аэропорт Веллингтон

### Чартер
- Аэропорт Ниуэ